# 獅子的對拳
《獅王的對拳》（日语： laion no gutacchi）是日本富士電視台於2016年4月2日起，每週六早上9點55分至10點25分播出的紀錄片型綜藝節目，由獅王單獨贊助播出。

## 概要
該節目是為了追逐自身夢想的孩子們，請來各方面專長的專業人士傳授孩子們成功的技巧，見證他們成長過程的紀錄型綜藝節目。

## 出演者
主持人
- 佐藤隆太
- 博多大吉（日语：博多大吉）（博多華丸・大吉）
- 西野七瀨（元乃木坂46）

對拳支援者
- 濱口京子（摔角）
- 仁志敏久（日语：仁志敏久）（棒球）
- 高橋美雪（排球）
- 松浦麻乃（相撲）
- 城彰二（足球）
- 石川直（日语：石川直）（儀樂隊）
- 潮田玲子（羽球）
- 井出有治（賽車）
- 古賀稔彦（柔道）
- 淺越忍（網球）

## 企畫

### 對拳動畫
- 播放觀眾寄到節目裡「成功對拳的瞬間」的動畫環節。成功受到節目採用者可獲得獅王株式會社提供的各式商品，以及本節目吉祥物「獅子醬」的絨毛娃娃。

## 工作人員
- 企畫 － 東園基臣（富士電視台）
- 旁白 － 皆口裕子
- 構成 － キンダイチ、天野敏宏、渡邊勇穂
- TD － 若林茂人
- SW － 濱島一雄
- AUD － 吉永哲也
- CAM － 片平哲也
- LD － 後藤雅彥
- VE － 鈴木貴裕
- CG － 奥田真也
- TK － TBG
- 音效 － 有木岳人
- 編集 － 宮田功太郎
- MA － 高良弦
- 美術監督 － 橋本昌和
- 美術設計 － 齋田崇史
- 美術進行 － 鈴木真吾
- 大道具製作 － 内海靖之
- 大道具操作 － 吉野雅則
- 裝飾 － 松本健
- 技術協力 － FMT、SWISH JAPAN、IMAGICA、Tokyo Offline Center
- 美術協力 － FUJI ART（日语：フジアール）
- 化妝師 － 山田かつら
- 宣傳 － 福崎康裕
- 研究 － JFK
- 燈光 － 渡邊恵美子
- AP － 八木信人（FCC）、市川義信
- 指導 － 藤原亮（FCC）、鴇田一樹、石丸達也、增田貴光、岡村洋平
- 導演 － 瀧澤卓（FCC）
- 總合導演 － 北山友亮
- 製作人 － 服部信男（FCC）
- 制作協力 － FCC
- 制作著作 － 富士電視台

## 放送局
| 播放地域      | 放送局                                | 系列                                   | 播放日及時間（JST） |
| ------------- | ------------------------------------- | -------------------------------------- | ------------------- |
| 關東廣域圏    | 富士電視台（CX） 『獅王的對拳』制作局 | 富士電視網                             | 週六 9:55 - 10:25   |
| 北海道        | 北海道文化放送（UHB）                 | 富士電視網                             | 週六 9:55 - 10:25   |
| 岩手縣        | 岩手可愛電視台（MIT）                 | 富士電視網                             | 週六 9:55 - 10:25   |
| 宮城縣        | 仙台放送（OX）                        | 富士電視網                             | 週六 9:55 - 10:25   |
| 秋田縣        | 秋田電視台（AKT）                     | 富士電視網                             | 週六 9:55 - 10:25   |
| 山形縣        | 櫻桃電視台（SAY）                     | 富士電視網                             | 週六 9:55 - 10:25   |
| 福島縣        | 福島電視台（FTV）                     | 富士電視網                             | 週六 9:55 - 10:25   |
| 新潟縣        | 新潟綜合電視台（NST）                 | 富士電視網                             | 週六 9:55 - 10:25   |
| 長野縣        | 長野放送（NBS）                       | 富士電視網                             | 週六 9:55 - 10:25   |
| 静岡縣        | 静岡電視台（SUT）                     | 富士電視網                             | 週六 9:55 - 10:25   |
| 富山縣        | 富山電視台（BBT）                     | 富士電視網                             | 週六 9:55 - 10:25   |
| 石川縣        | 石川電視台（ITC）                     | 富士電視網                             | 週六 9:55 - 10:25   |
| 福井縣        | 福井電視台（FTB）                     | 富士電視網                             | 週六 9:55 - 10:25   |
| 中京廣域圏    | 東海電視台（THK）                     | 富士電視網                             | 週六 9:55 - 10:25   |
| 近畿廣域圏    | 關西電視台（KTV）                     | 富士電視網                             | 週六 9:55 - 10:25   |
| 島根縣 鳥取縣 | 山陰中央電視台（TSK）                 | 富士電視網                             | 週六 9:55 - 10:25   |
| 岡山縣 香川縣 | 岡山放送（OHK）                       | 富士電視網                             | 週六 9:55 - 10:25   |
| 廣島縣        | 新廣島電視台（TSS）                   | 富士電視網                             | 週六 9:55 - 10:25   |
| 愛媛縣        | 愛媛電視台（EBC）                     | 富士電視網                             | 週六 9:55 - 10:25   |
| 高知縣        | 高知SunSun電視台（KSS）               | 富士電視網                             | 週六 9:55 - 10:25   |
| 福岡縣        | 西日本電視台（TNC）                   | 富士電視網                             | 週六 9:55 - 10:25   |
| 佐賀縣        | 佐賀電視台（STS）                     | 富士電視網                             | 週六 9:55 - 10:25   |
| 長崎縣        | 長崎電視台（KTN）                     | 富士電視網                             | 週六 9:55 - 10:25   |
| 熊本縣        | 熊本電視台（TKU）                     | 富士電視網                             | 週六 9:55 - 10:25   |
| 宮崎縣        | 宮崎電視台（UMK）                     | 富士電視網 / 日本新聞網 / 全日本新聞網 | 週六 9:55 - 10:25   |
| 鹿兒島縣      | 鹿兒島電視台（KTS）                   | 富士電視網                             | 週六 9:55 - 10:25   |
| 沖繩縣        | 沖繩電視台（OTV）                     | 富士電視網                             | 週六 9:55 - 10:25   |
| 大分縣        | 大分電視台（TOS）                     | 日本電視網協議會 / 富士電視網          | 週六 17:00 - 17:30  |

- 2016年4月16日因播放熊本地震的特別節目報導特別節目（日语：報道特別番組），全局停播[2]。

## 腳注
1. ↑  為了播放直播節目『Hello 大分』（9:55 - 11:00），為全放送局唯一時間有調整的電視台。
2. ↑  唯一の時差ネット局テレビ大分では、通常時『ハロー大分』に差し替えている本来のネット時間帯は『FNN報道特別番組』に変更のため、時差ネット時間帯は『みんなのニュース 特報 熊本大地震』（ローカルセールス枠、テレビ大分でも同時ネット）に変更のため、同時ネット局と同様休止。

## 外部連結
- 獅王的對拳 富士電視台 （页面存档备份，存于）

| 富士電視台 週六9:55 - 10:25 | 富士電視台 週六9:55 - 10:25 | 富士電視台 週六9:55 - 10:25 |
| --------------------------- | --------------------------- | --------------------------- |
|                             | 獅子的對拳                  |                             |
| Channel Σ ※縮時至45分鐘     | —                           |                             |